# Мицци, Энрико
Энрико (Нерик) Мицци (мальт. Enrico Mizzi; 20 сентября 1885, Валлетта, Мальта — 20 декабря 1950, Паола, Мальта) — мальтийский государственный деятель, лидер Националистической партии Мальты, 7-й премьер-министр (26 сентября — 20 декабря 1950).

## Биография
В 1903 году обучался в семинарии на острове Гозо, позже в колледже. С 1906 года обучался юриспруденции в университетах Рима (Ла Сапиенца) и Урбино (Урбинский университет). В 1915 году Мицци впервые был избран в Правительственный Совет, уже в 1917 году он был арестован по обвинению в подрывной деятельности против Великобритании и был приговорён к одному году исправительных работ.
В 1921 году Энрико Мицци создал Демократическую Националистическую партию, которая в 1926 году с Unione Politica Maltese объединилась в единую Националистическую партию. Итальяноязычный Мицци поддерживал тесные связи с Италией, выступал за присоединение Мальты к Италии, которая во Второй мировой войне была союзницей Германии, а Мальта же находилась под британским протекторатом. В 1932—1933 годах занимал посты министра сельского хозяйства, рыболовства и министра образования. В конечном итоге это привело к тому, что в 1940 году Мицци был арестован, а в 1942 году сослан в Уганду. Вернуться он смог лишь 8 марта 1945 года, а уже 15 марта присутствовал на заседании Мальтийского Совета. В 1947—1950 годах являлся лидером парламентской оппозиции.
В 1950 году стал премьер-министром, возглавив коалиционное правительство, но вскоре скончался, не пробыв в должности и трёх месяцев. В настоящее время он единственный премьер-министр в истории Мальты, умерший при исполнении.